# براد تومسون
براد تومسون (بالإنجليزية: Brad Thompson)‏ هو لاعب كرة قاعدة أمريكي، ولد في 31 يناير 1982 في لاس فيغاس في الولايات المتحدة.

## وصلات خارجية
- براد تومسون على موقع دوري كرة القاعدة الرئيسي (الإنجليزية)
- براد تومسون على موقعبيزبول رفرنس.كوم (الدوري الرئيسي) (الإنجليزية)
- براد تومسون على موقعبيزبول رفرنس.كوم (الدوري الثانوي) (الإنجليزية)
- براد تومسون على موقع إي إس بي إن.كوم (أم.أل.بي) (الإنجليزية)
- براد تومسون على موقع مشجعي الرسوم البيانية (الإنجليزية)